# Писаренко Анатолій Григорович
Писаренко Анатолій Григорович (*10 січня 1958 р., Київ)  — український радянський спортсмен-штангіст, бізнесмен, та політик.
Олімпійський важкоатлет від збірної СРСР у 1980-их роках. Триразовий чемпіон світу (1981—1983), чотириразовий чемпіон Європи (1981—1984). Володар 17-ти світових рекордів у важкій вазі, серед яких — 265 кг у поштовху (1984 рік, Софія).
Народний депутат України 4-го скликання у 2002-2005 роках (мажоритарник, 68 округ, безпартійний на момент виборів, член фракції СДПУ(о))

## Біографія
Народився 10 січня 1958 р. в Києві.

## Спортивна кар'єра
Триразовий чемпіон світу (1981—1983), чотириразовий чемпіон Європи (1981—1984). Володар 17-ти світових рекордів у важкій вазі, серед яких — 265 кг у поштовху (1984 рік, Софія).
Тривалий час був президентом Федерації важкої атлетики України (1994—2013).
Був співвидавцем журналу Українська важка атлетика (повна назва Ілюстрований журнал “Українська важка атлетика”), який виходив у (1996-? роках).

## Політична кар'єра
З квітня 2002 по березень 2005 — Народний депутат України 4-го скликання, обраний по виборчому округу № 68, Житомирська область. Член депутатської фракції Соціал-демократичної партії України (об'єднаної).

## Державні нагороди
- Орден «За заслуги» I ст. (24 серпня 2012) — за значний особистий внесок у соціально-економічний, науково-технічний, культурно-освітній розвиток Української держави, вагомі трудові здобутки, багаторічну сумлінну працю та з нагоди 21-ї річниці незалежності України[4]